# Faylan
Faylan (飛蘭 Feiran?, nacida el 8 de mayo de 1982), es una cantante japonesa de Kumagaya, Prefectura de Saitama, Japón. Está afiliada con la agencia de talentos S, dirigida por la cantante veterana Hiromi Satō. Varias de sus canciones han aparecido en videojuegos y anime.
Su apodo fue dado por el compositor Noriyasu Agematsu. Ella es cariñosamente llamada "Feinyan" por sus fanes.
En 2007, Faylan lanzó un sencillo llamado «Gekka no Rasen (月華の螺旋?)» bajo el sello discográfico Hobirecords, antes de ser reclutada por Lantis. Su sencillo debut con Lantis fue «Mind as Judgement», publicado en 2009. Desde allí, todos sus CD fueron publicados por Lantis. También firmó un contrato con Sony Music Artists. Algunas de sus canciones fueron usadas como temas para algunas series de anime como Canaan, Mirai Nikki, Mobile Suit Gundam AGE, etc.
Faylan también tiene habilidades de caligrafía y le gusta tocar el piano.

## Discografía

### Sencillos
| Nombre                                                       | Fecha de lanzamiento    | Discográfica |
| ------------------------------------------------------------ | ----------------------- | ------------ |
| «Gekka no Rasen (月華の螺旋?)»                               | 6 de abril de 2007      | Hobirecords  |
| «Mind as Judgment»                                           | 22 de julio de 2009     | Lantis       |
| «I Sing by My Soul»                                          | 11 de noviembre de 2009 | Lantis       |
| «Errand»                                                     | 27 de enero de 2010     | Lantis       |
| «Serious-Age»                                                | 26 de mayo de 2010      | Lantis       |
| «Senjō ni Saita Ichirin no Hana (戦場に咲いた一輪の花?)»     | 21 de julio de 2010     | Lantis       |
| «Last Vision for Last»                                       | 27 de octubre de 2010   | Lantis       |
| «Honno no Doubt (本能のDOUBT?)»                              | 24 de noviembre de 2010 | Lantis       |
| «Shūmatsu no Fractal (終末のフラクタル?)»                    | 26 de enero de 2011     | Lantis       |
| «Rasen, Arui wa Seinaru Yokubō. (螺旋、或いは聖なる欲望。?)» | 27 de abril de 2011     | Lantis       |
| «Tomoshibi (灯-TOMOSHIBI-?)»                                 | 25 de mayo de 2011      | GloryHeaven  |
| «Blood Teller»                                               | 9 de noviembre de 2011  | Lantis       |
| «Dead End/Sōkyū no Hikari (DEAD END/蒼穹の光?)»              | 25 de enero de 2012     | Lantis       |
| «White Justice»                                              | 23 de mayo de 2012      | Lantis       |
| «Realization»                                                | 8 de agosto de 2012     | Lantis       |
| «God Fate»                                                   | 23 de enero de 2013     | Lantis       |
| «Wonder Fang»                                                | 24 de julio de 2013     | Lantis       |
| «Blue Blaze / Believe»                                       | 23 de octubre de 2013   | Lantis       |
| «Yasashisa no Tsubomi (優しさの蕾?)»                         | 30 de abril de 2014     | Lantis       |
| «Tokyo Zero Hearts (東京ゼロハーツ?)»                        | 30 de julio de 2014     | Lantis       |

### Álbumes de estudio
| Nombre        | Fecha de lanzamiento     | Discográfica |
| ------------- | ------------------------ | ------------ |
| Polaris       | 8 de septiembre de 2010  | Lantis       |
| Alive         | 21 de septiembre de 2011 | Lantis       |
| Prism         | 20 de marzo de 2013      | Lantis       |
| -Zero Hearts- | 7 de enero de 2015       | Lantis       |

### Álbumes homenaje
| Nombre    | Fecha de lanzamiento | Discográfica |
| --------- | -------------------- | ------------ |
| FAYvorite | 26 de marzo de 2013  | Lantis       |

### Álbumes en vivo
| Nombre                   | Fecha de lanzamiento | Discográfica |
| ------------------------ | -------------------- | ------------ |
| DVD Faylan ~The Live 01~ | 6 de abril de 2011   | Lantis       |